# Pronophila variabilis
Pronophila variabilis är en fjärilsart som beskrevs av Butler 1873. Pronophila variabilis ingår i släktet Pronophila och familjen praktfjärilar. Inga underarter finns listade i Catalogue of Life.